# Antonio Maria Roveggio
Antonio Maria Roveggio, né le 23 novembre 1858 à Cologna Veneta et mort le 2 mai 1902 au Soudan, est un missionnaire catholique italien qui ouvrit de nouveau les portes de l'Afrique de l'Est aux missionnaires comboniens du Sacré-Cœur.

## Biographie
Antonio Maria Roveggio naît en Vénétie dans une famille paysanne profondément chrétienne qui ne s'oppose pas à sa vocation sacerdotale .

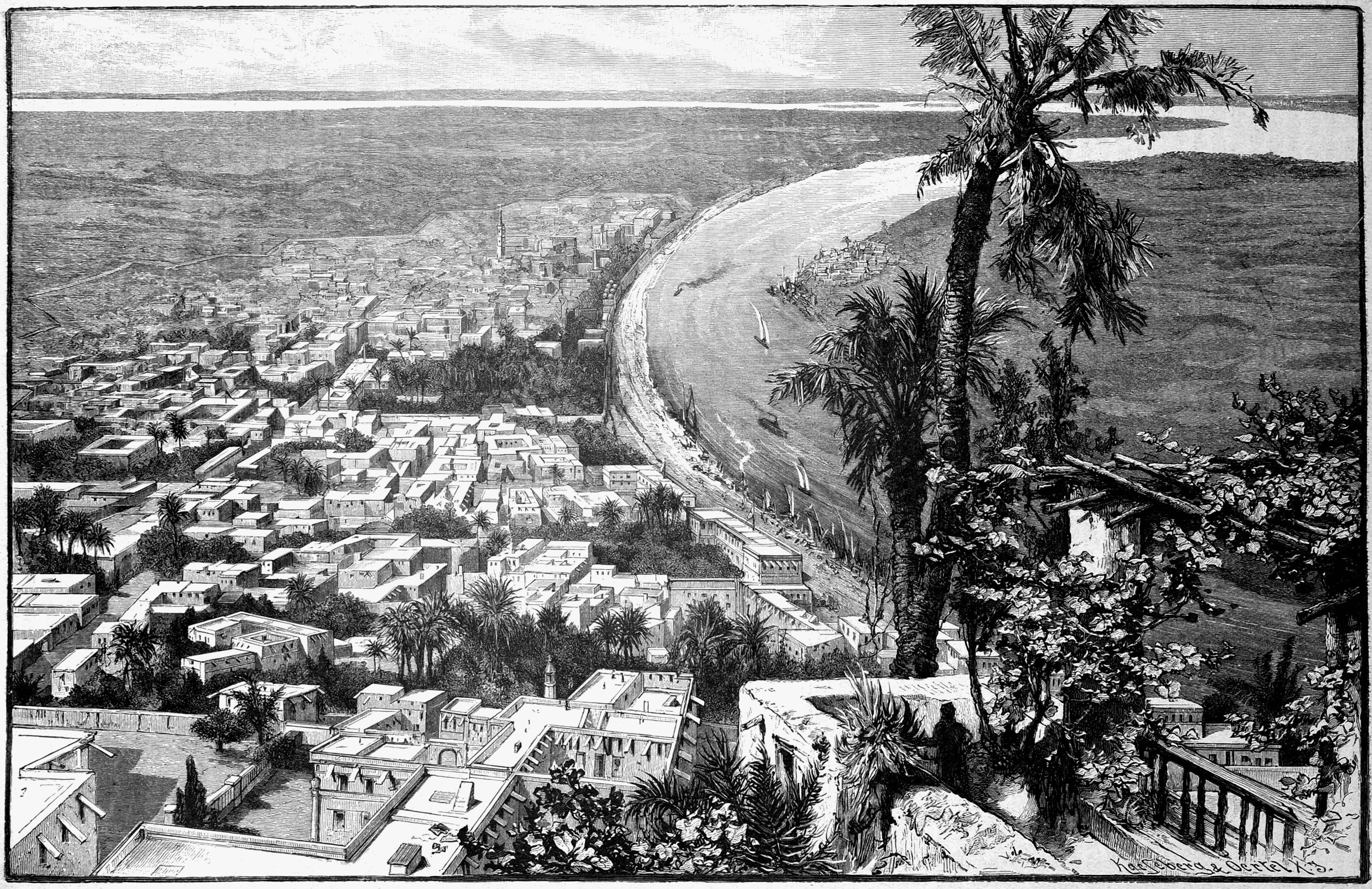
Khartoum à la fin du XIXe siècle.

Il entre au séminaire diocésain de Vicence et il est ordonné le 29 mars 1884 par Mgr Farina (canonisé en 2014 par le pape François). Après un bref travail en paroisse, il entre le 4 décembre 1884 au nouvel institut des missions africaines de Vérone (de son nom officiel Fils du Sacré-Cœur de Jésus), fondé par saint Daniel Comboni (1831-1881), récemment disparu. Il fait sa profession perpétuelle le 28 octobre 1887 auprès de Francesco Sogaro et le 7 décembre suivant est envoyé en Égypte, avec comme objectif l'Afrique Centrale. Il demeure aux environs du Caire jusqu'en 1895 à l'île de Gesira où les comboniens s'occupaient d'anciens esclaves soudanais ayant fui la guerre des mahdistes,. Il est nommé le 8 février 1895, à seulement 36 ans, vicaire apostolique de l'Afrique Centrale, charge qu'avait occupée vingt ans plus tôt Daniel Comboni.
Il est consacré évêque le 21 avril 1895 à la cathédrale de Vérone et repart pour l'Égypte en juillet, avec en tête tout un programme missionnaire et notamment l'accès au Soudan. Il s'installe donc à Assouan plus proche du sud, puis après la fin de la terrible guerre des mahdistes (1881-1899), encore plus au sud, près de Khartoum (à partir de 1900) qui lui sert de base afin de lancer des projets missionnaires au Soudan. C'est lui qui ôte aux jésuites la formation des prêtres de l'institut, celui-ci étant devenu largement auto-suffisant.
Ensuite, il effectue un voyage en Europe (Vienne, Lyon, Paris, Londres ) pour réunir des fonds en vue de cette vaste entreprise et pour susciter aussi de nouvelles vocations. Il fait un pèlerinage à Lourdes et à Paray-le-Monial (foyer de la dévotion au Sacré-Cœur). Grâce aux fonds recueillis, notamment de la bienheureuse Marie-Thérèse Ledóchowska (1863-1922), il peut faire construire à Londres un bateau pour naviguer sur le Nil, Le Rédempteur, avec l'appui du P. Angelo Colombaroli. Il fonde avec ses compagnons missionnaires des missions dans des endroits perdus parcourus par des tribus animistes. Il en fonde deux par exemple qui sont mémorablesː une en février 1901, celle de Lul auprès des tribus Chilouks au Soudan du Sud et la seconde aux confins de l'actuel Ouganda, plus au sud encore. Mais il n'obtient par l'autorisation des autorités britanniques coloniales pour aller missionner auprès des Lotoukos à cause du danger. Il doit donc retourner à Khartoum dans l'attente d'une occasion meilleure.
Quelques mois plus tard, il est pris de fièvres dans le train qui fait le voyage Khartoum-Le Caire. Il meurt tout seul le 2 mai 1902 à l'âge de 43 ans. Le train s'arrête pour qu'il soit enterré provisoirement dans les sables des environs de Berber, en territoire soudanais. Inhumé ensuite à Assouan, son corps est transféré à cause de l'instabilité politique en 1957 à la maison-mère de Vérone. Mgr Franz Xaver Geyer lui succède.  
La cause de sa béatification a été ouverte le 16 décembre 1954. Sa devise épiscopale était In Omnibus Caritas.

## Source
- (it) Cet article est partiellement ou en totalité issu de l’article de Wikipédia en italien intitulé « Antonio Maria Roveggio » (voir la liste des auteurs).

### Article lié
- Archidiocèse de Khartoum